# Issey Miyake
Issey Miyake (Hiroshima, 22 de abril de 1938-Tokio, 5 de agosto de 2022) fue un diseñador de moda japonés, especialista en combinar magistralmente diseño y tecnología en la exploración conceptual indicativa de lo natural, tanto en sus colecciones como en sus diseños.

## Carrera
Nació el 22 de abril de 1938 en Hiroshima, Japón. A los siete años, vivió el lanzamiento de la bomba atómica sobre la ciudad en agosto de 1945. Lo reveló por primera vez en 2009, cuando Barack Obama abogó por el desarme nuclear mundial. De niño, quería ser bailarín, pero su interés en la moda surgió cuando empezó a hojear las revistas de moda de su hermana. Estudió diseño gráfico en la Tama Art University en Tokio, y se graduó en 1964. Después de graduarse, trabajó en París y Nueva York. Al regresar a Tokio en 1970, fundó Miyake Design Studio, un productor de alta gama de moda femenina.
Su anhelo era triunfar como diseñador de moda, y en 1959 toma un curso de artes gráficas en la famosa Universidad de arte Tama en Tokio, al graduarse, se mudó a París para ampliar sus estudios en la École de la Chambre Syndicale de la Couture Parisienne. Dos años después consiguió su primer trabajo junto a Guy Laroche en 1966, y luego, en 1968 entró en Givenchy. Al año siguiente se trasladó a Nueva York donde trabajó en colaboración con Geoffrey Beene. En 1970 abrió su propio estudio de diseño en Tokio, una suerte de laboratorio donde experimentó con diversas telas, métodos de confección y técnicas de hilado japonés para crear tejidos más livianos y artificiales. Sumado a esto, trabajó también en la creación de prendas en jersey de poliéster que tenían una nueva caída y envolvían al cuerpo como una segunda piel.
En 1971 funda Miyake International Incorporated, y es así como salió a la luz su primera colección, exhibida en Nueva York. Su segunda colección la presentó en París en 1973, y fue ésta la que lo consagró definitivamente en el mundo de la moda. Hasta este momento había permanecido fiel a su radical filosofía de diseño pero, al llegar la década de los ochenta, cambió de orientación para dar a su ropa un tinte más práctico y lanza a la calle sus característicos trajes plisados.

## Características
Fue uno de los diseñadores más respetados y conocidos de Japón, sus diseños son referidos no como indumentaria, o conjuntos prêt-à-porter, sino más bien arquitectura del arte. Sus prendas no visten al cuerpo separándolo, protegiéndolo y diferenciándolo del entorno que lo rodea, sino que lo entrega en completa participación. En su proceso creativo, el diseñador se entregó a los materiales y deja que ellos sean los que definan su estilo. El primer paso al recibir los materiales es descubrir sus inclinaciones naturales. La silueta que dibuje en su caída y las sensaciones que provoque en la piel serán las que definan su destino. Hizo uso de la más avanzada tecnología textil, la cual le ha permitido desterrar casi por completo el uso de botones, costuras y otros elementos ajenos a la esencia de la prenda.
Una de las ambiciones más grandes fue crear una prenda intrínsecamente oriental que sea el equivalente al tejano americano por su practicidad, comodidad y alcance. Así, en 1993, surge Pleats Please. Se trata de una colección creada en tejidos de poliéster plisado, que no han desplazado al tejano, pero se ha convertido en la línea que más alcance y reconocimiento le ha dado.

## Líneas de productos

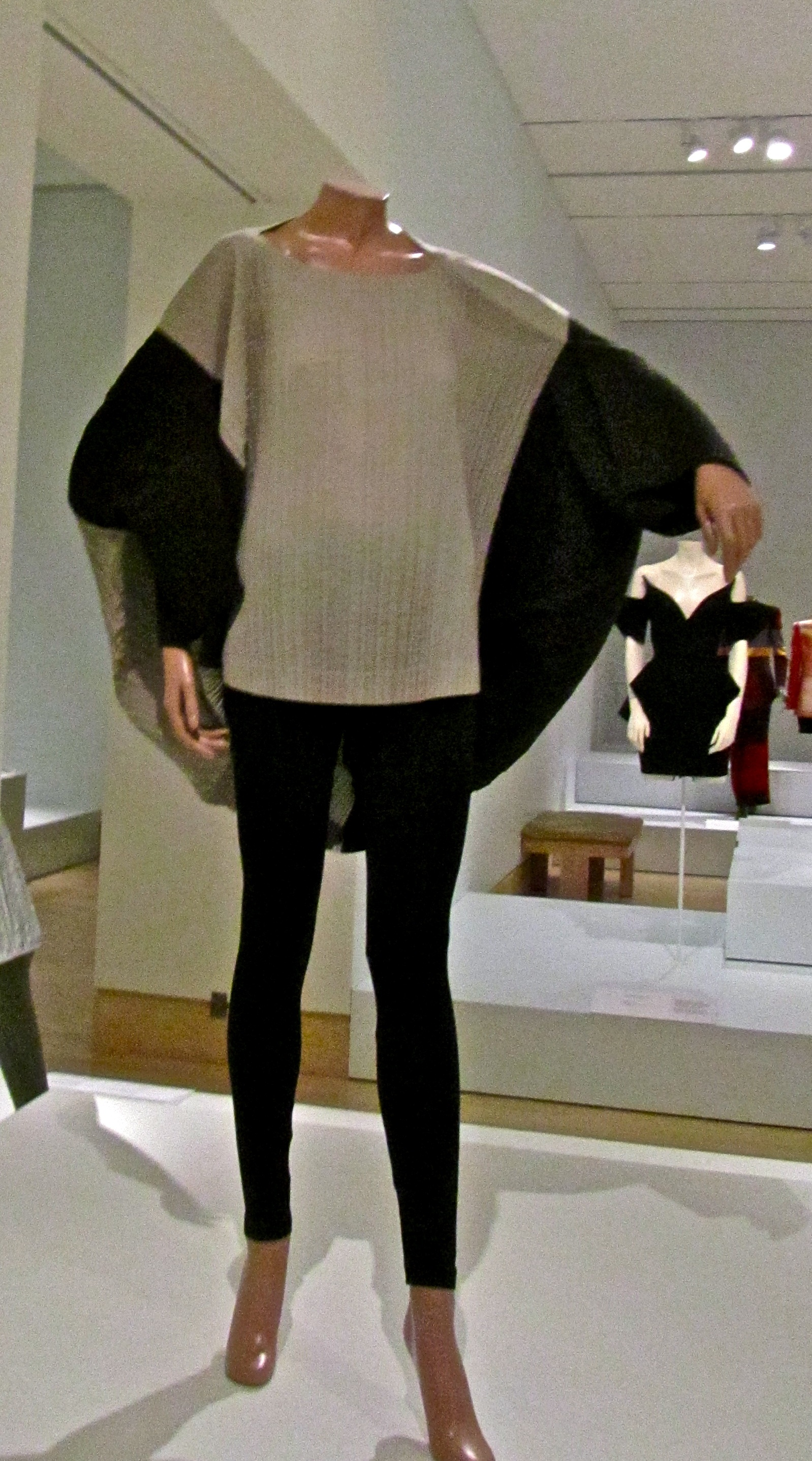
Colección «Rhythm Pleats» de 1990

### Issey Miyake por Naoki Takizawa
Históricamente la marca se distinguió por su innovación, las colecciones de Issey Miyake comparten un continuo enfoque en la importancia de la imaginación y la búsqueda de nuevos métodos por los cuales crear prendas. Las colecciones de hombre y mujer se centran en una perspectiva innovadora en la cual el proceso completo es igual de importante que el resultado.En 1999, Naoki Takizawa asumió el rol de diseñador principal de las dos líneas y ha continuado con la tarea de innovar en telas y formas. Se unió al Estudio de Miyake Designe Studio (Estudio de Diseño Miyake) después de graduarse e instantáneamente se inicializó en la creación de prendas a través de la búsqueda constante de materiales y telas. En 1993 quedó a cargo de la línea masculina de Miyake, y en 1999 fue nombrado diseñador principal de las colecciones de Issey Miyake.

### A-POC
A-POC es un concepto totalmente nuevo en indumentaria y lleva a Issey Miyake a uno de sus conceptos originales: crear indumentaria a partir de una sola pieza. De éste principio toma su nombre la línea, ya que A-POC significa “una pieza de ropa” (a piece of cloth). A través de una tecnología única, un telar controlado por una computadora crea una prenda tridimensional en un solo proceso. Esta línea es diseñada, desde 2000, por el creador de la marca,  quien delegó el diseño de las colecciones de hombre y mujer a Naoki Takizawa y retornó a su búsqueda de innovación y experimentación en indumentaria.

### HaaT
HaaT es una línea que combina la ropa de todos los días con el lujo y exclusividad distintivos de los diseños de la marca.  Su esencia proviene de Makiko Minagawa, el director Creativo, quien creía que a las técnicas tradicionales se les puede dar vida en un contexto contemporáneo. Técnicas específicas de tejeduría, bordado y tintura reunidas de diferentes países y culturas, y combinadas en detalladas prendas. Minagawa es desde hace mucho tiempo una colaboradora de Issey Miyake, y la Directora Textil del Estudio de Diseño Miyake (Miyake Design Studio). Ella utiliza su experiencia para desarrollar textiles nuevos que son livianos y suaves al tacto, y para mezclar artesanías tradicionales con materiales y procesos de producción modernos.

### Pleats Please
Lanzada en 1993, Pleats Please es una única combinación de diseño, métodos de producción y versatilidad. Es una línea única que cumple con la visión de Issey Miyake de crear un tipo de ropa universal que podría suave combinada con los movimientos naturales del cuerpo. Pleats Please ofrece variedad de colores y formas clásicas con muchas posibles combinaciones.

### Perfumes Issey Miyake
Lanzó su primera fragancia L'Eau d'Issey en 1992. La esencia de esta fragancia se inspira en la idea del agua como un elemento esencial en toda vida. Ésta esencia es liviana, con una mezcla floral, almizclada y con tonos amaderados. Miyake continuó con una fragancia para hombre L’Eau d’Issey Pour Homme lanzada en 1994, inspirada por las fuertes, refrescantes y ágiles cualidades del agua. En 2004 lanzó una nueva fragancia para hombre, L'Eau Bleue d'Issey Pour Homme.

### Issey Miyake Vakio
Es una serie de relojes diseñados exclusivamente para Issey Miyake por el diseñador industrial Harri Koskinen. Esta línea además de ser altamente funcional es visualmente enriquecedora. Fabricada por Seiko Instruments, Vakio se caracteriza por líneas limpias y colores sutiles. Los relojes tienen una apariencia unisex y están disponibles en diseños simples o doble cara.

### Bolsos Bao Bao
En el año 2000, Issey Miyake lanza una línea de bolsos cuya estructura se basa en triángulos de PVC adheridos a una malla flexible que le permite tomar diferentes formas ocasionales al moverse o al ser colocada en reposo. La inspiración se encuentra en la colocación de paneles de acero dentro de la industria siderúrgica y en el origami japonés.El diseño se volvió tan emblemático que en 2019 ganó una demanda contra la compañía Largu Co. Ltd que en 2016 puso a la venta una línea de bolsos con diseño semejante, aún cuando los triángulos variaban en tamaño y forma, diferentes a los equiláteros del diseño original del Miyake.

## Premios
En 2005 fue premiado con el Praemium Imperiale de Escultura y obtuvo el Premio Kioto de Arte y Filosofía en 2006. 